# Тіф-Рівер-Фолс (Міннесота)
Тіф-Рівер-Фолс (англ. Thief River Falls) — місто (англ. city) в США, в окрузі Пеннінгтон штату Міннесота. Населення — 8749 осіб (2020).

## Географія
Тіф-Рівер-Фолс розташований за координатами 48°6′51″ пн. ш. 96°10′33″ зх. д. / 48.11417° пн. ш. 96.17583° зх. д. (48.114099, -96.175809).  За даними Бюро перепису населення США в 2010 році місто мало площу 13,50 км², з яких 13,01 км² — суходіл та 0,49 км² — водойми. В 2017 році площа становила 15,14 км², з яких 14,64 км² — суходіл та 0,51 км² — водойми.

### Клімат
| Клімат : Тіф-Рівер-Фолс                                    | Клімат : Тіф-Рівер-Фолс | Клімат : Тіф-Рівер-Фолс | Клімат : Тіф-Рівер-Фолс | Клімат : Тіф-Рівер-Фолс | Клімат : Тіф-Рівер-Фолс | Клімат : Тіф-Рівер-Фолс | Клімат : Тіф-Рівер-Фолс | Клімат : Тіф-Рівер-Фолс | Клімат : Тіф-Рівер-Фолс | Клімат : Тіф-Рівер-Фолс | Клімат : Тіф-Рівер-Фолс | Клімат : Тіф-Рівер-Фолс | Клімат : Тіф-Рівер-Фолс |
| Показник                                                   | Січ.                    | Лют.                    | Бер.                    | Квіт.                   | Трав.                   | Черв.                   | Лип.                    | Серп.                   | Вер.                    | Жовт.                   | Лист.                   | Груд.                   | Рік                     |
| Абсолютний максимум, °C                                    | 6,7                     | 10,0                    | 18,3                    | 36,7                    | 36,1                    | 37,8                    | 42,2                    | 38,3                    | 37,2                    | 32,2                    | 21,7                    | 10,6                    | 42,2                    |
| Середній максимум, °C                                      | −10                     | −6,2                    | 1,3                     | 12,3                    | 20,4                    | 24,7                    | 27,3                    | 26,4                    | 20,4                    | 12,2                    | 0,7                     | −7,3                    | 10,3                    |
| Середній мінімум, °C                                       | −19,8                   | −16,8                   | −9,1                    | −1,1                    | 5,8                     | 11,1                    | 13,6                    | 12,5                    | 7,6                     | 0,9                     | −7,7                    | −16,6                   | −1,6                    |
| Абсолютний мінімум, °C                                     | −42,8                   | −42,8                   | −35                     | −23,3                   | −10,6                   | −3,3                    | 1,7                     | −1,1                    | −9,4                    | −23,9                   | −34,4                   | −37,8                   | −42,8                   |
| Норма опадів, мм                                           | 5                       | 5                       | 9                       | 25                      | 72                      | 87                      | 94                      | 77                      | 68                      | 42                      | 20                      | 12                      | 516                     |
| ---------------------------------------------------------- | ----------------------- | ----------------------- | ----------------------- | ----------------------- | ----------------------- | ----------------------- | ----------------------- | ----------------------- | ----------------------- | ----------------------- | ----------------------- | ----------------------- | ----------------------- |
| Джерело: http://www.wrcc.dri.edu/cgi-bin/cliMAIN.pl?mn8247 |                         |                         |                         |                         |                         |                         |                         |                         |                         |                         |                         |                         |                         |

## Демографія
Згідно з переписом 2010 року, у місті мешкали 8573 особи в 3802 домогосподарствах у складі 2141 родини. Густота населення становила 635 осіб/км².  Було 4061 помешкання (301/км²).
Расовий склад населення:
| - 92,0 % — білих - 2,1 % — чорних або афроамериканців - 1,9 % — корінних американців - 0,7 % — азіатів - 1,0 % — осіб інших рас |

До двох чи більше рас належало 2,3 %. Частка іспаномовних становила 3,2 % від усіх жителів.
За віковим діапазоном населення розподілялося таким чином: 22,5 % — особи молодші 18 років, 59,8 % — особи у віці 18—64 років, 17,7 % — особи у віці 65 років та старші. Медіана віку мешканця становила 37,6 року. На 100 осіб жіночої статі у місті припадало 91,1 чоловіків;  на 100 жінок у віці від 18 років та старших — 87,8 чоловіків також старших 18 років.
Середній дохід на одне домашнє господарство  становив 51 155 доларів США (медіана — 40 271), а середній дохід на одну сім'ю — 63 339 доларів (медіана — 54 963). Медіана доходів становила 44 122 долари для чоловіків та 31 230 доларів для жінок. За межею бідності перебувало 9,9 % осіб, у тому числі 12,3 % дітей у віці до 18 років та 10,4 % осіб у віці 65 років та старших.
Цивільне працевлаштоване населення становило 4820 осіб. Основні галузі зайнятості: освіта, охорона здоров'я та соціальна допомога — 21,3 %, роздрібна торгівля — 20,3 %, оптова торгівля — 16,6 %, виробництво — 14,5 %.

## Відомі особистості
У поселенні народився:
- В'ятт Сміт (* 1977) — американський хокеїст.